# Спасс-Балаздынь
Спасс-Балаздынь — деревня в Невельском районе Псковской области России. Входит в состав Ивановской волости.

## География
Расположена на побережье реки Балаздынь, в 35 километрах к северо-востоку от районного центра, города Невеля, и в 4 км к северу от бывшего волостного центра, деревни Опухлики.

## Население
| 2001 | 2002 | 2010 |
| ---- | ---- | ---- |
| 54   | ↘42  | ↘32  |

Численность населения деревни по оценке на начало 2001 года составляла 54 человек.

## История
С января 1995 до апреля 2015 года деревня входила в состав ныне упразднённой Голубоозёрской волости.